# 徐咏
徐咏（1989年3月30日—）是中国已退役的职业篮球运动员，出生于中国上海市。 他於2005年夺得阿迪达斯亚洲训练营最有价值球员头衔，之后前往西雅图布什高中打了一个赛季的球。2006年加盟中国男子篮球职业联赛球隊上海东方大鲨鱼。2007年徐咏在中国男子篮球职业联赛全明星扣篮大赛上奪得扣篮王這一成就。同年代表中國隊參加U19青年世界盃籃球賽。2008年，徐咏在被诊断出患有骨肉瘤后於同年宣佈退役，並且接受了换膝盖手术。 之後成為五星体育CBA比赛解说嘉宾。
2008年，毛劍卿所在的上海申花未能奪得中超冠軍，徐咏為了安慰好友毛劍卿，決定陪同他一同去唱歌。郜林、刘寅涛等申花球员以及以及徐咏女友一同隨行。不過當天徐咏和女友出現了争执。一行人唱歌結束後又於12月1日凌晨4点多长乐路一避風塘餐厅用餐时，市民徐某發現徐咏女友是自己的前同事，於是打了聲招呼。後來徐咏女友倒了杯水递給徐某。而徐咏女友的舉動引發徐咏不滿，徐咏來到徐某面前指責，要求其不要與自己的女友交流。徐某用手擋了一下，結果遭到毛剑卿、徐咏等人毆打。郜林以及徐咏女友見狀拉架，並且有人當場報警。毛剑卿、刘寅涛等人於是迅速乘車離開餐廳，但最終毛剑卿、刘寅涛等人的車輛被警方攔住，毛剑卿、刘寅涛被拘留，徐咏被允許保外就医，3人各罚款500元。
2015年6月，徐咏與陈绿漪結婚。
2018年，徐咏出任體育培訓公司上海韦乐敦体育发展有限公司首席运营官。